# 405 (cortometraje)
405 es el nombre de un cortometraje de tres minutos publicado en mayo de 2000 y producido por Bruce Branit y Jeremy Hunt. Fue el primer cortometraje en ser extensamente distribuido en Internet, y fue por rato la sensación.

## Argumento
La película muestra un DC-10 jet aterrizando de emergencia en la avenida 405 en California, con la parte frontal del avión pegándose al carro de un tipo, forzándolo a actuar de tren de aterrizaje del avión hasta que éste se detenga. En el proceso de desaceleración, el avión y el carro casi le pegan a una anciana que conducía despacio en su carro, aunque ella no se da cuenta de nada.

## Producción
Tomó tres meses y medio para realizar esta película. Las imágenes reales, que consisten en actores en vehículos detenidos, se tomaron en un fin de semana con una hora de tomas extras posterior. La posproducción y los efectos visuales se completaron posteriormente, por los dos directores en su tiempo libre. Todas las escenas de fuera del Jeep se realizaron completamente por computador, con modelos tridimensionales. Los actores fueron filmados en vehículos similares a los de la película, pero las escenas exteriores de los vehículos, el avión, la autopista y el escenario son imágenes compuestas de fotos inmóviles y video aplicado a tres modelos tridimensionales diseñados por computador. Alrededor del 50% de las imágenes del interior del Jeep son efectos digitales.

## Los directores
Hunt y Branit aprendieron por sí mismos uso de software de efectos visuales antes de trabajar como profesionales. Ambos habían trabajado como artistas de efectos especiales durante unos años antes de hacer 405. Cabe destacar que en esos momentos el uso de los software digitales no eran objeto de enseñanza en las escuelas comunes.

## Especificaciones técnicas
La cámara usada para hacer el film era una Canon Optura, una cámara de tipo video digital. Los efectos fueron hechos en una computadora con procesador Pentium II y una conPentium III. 

## Significado
405 es importante como un ejemplo precoz de la revolución digital en el cine y el uso de Internet de banda ancha como un canal para distribuir los medios de comunicación. Los productores de la película filmaron usando una videocámara digital y crearon los efectos especiales mediante computadoras personales, todo con un presupuesto de $ 300, que compite los resultados de muchas de las principales películas de televisión y estudios de producción en el momento. Al mismo tiempo, con poco esfuerzo de promoción de la película pronto llegaron a millones de televidentes a través de una amplia línea de acceso a Internet. En octubre, se presentó en el sitio iFilm, donde había recibido dos millones de espectadores.

## Trivia
$140 del presupuesto fue para pagar dos tickets para caminar en la banquina de la autopista. Fue concedido al equipo por la oficial de la California Highway Patrol Dana Anderson que aparece listada en la sección "Especiales Gracias" de los créditos.